# Mareh Dar
Mareh Dar (persiska: مَرِه دَرِّه, مرِه در, مره در) är en ort i Iran.   Den ligger i provinsen Kurdistan, i den nordvästra delen av landet, 400 km väster om huvudstaden Teheran. Mareh Dar ligger 2 007 meter över havet och antalet invånare är 129.
Terrängen runt Mareh Dar är lite kuperad.Runt Mareh Dar är det ganska glesbefolkat, med 28 invånare per kvadratkilometer. Närmaste större samhälle är Hezār Kānīān, 9,2 km söder om Mareh Dar. Trakten runt Mareh Dar består i huvudsak av gräsmarker.